# Bisbat d'Aurusuliana
El bisbat de Aurusuliana (llatí: Dioecesis Aurusulianensis) és una seu suprimida de l'Església catòlica, actualment seu titular.
Aurusuliana, al territori de Henchir-Guennara en l'actual Tunísia, és una antiga seu episcopal de la província romana de Bizacena. Es coneixen dos bisbes d'aquesta seu: Un tal Secundianus Aurisilianensis va participar en el Concili de Cabarsussi, celebrat el 393 pels maximianistes, secta dissident dels donatistes, i va signar els actes. Al Concili de Cartago del 411, que va reunir els bisbes catòlics i donatistes d'Àfrica, va participar Habetdeus Aurusulianensis, donatista sense cap competidor catòlic.
Aurusuliana sobreviu avui com a seu episcopal titular; el bisbe és l'actual titular Adam Bałabuch, bisbe auxiliar de Świdnica.

## Bisbes
- Secondino † (citat el 393)
  - Habetdeus † (citat el 411) (bisbe donatista)

## Bisbes titulars
- James William Gleeson † (6 de juliol de 1964 - 1 de maig de 1971 nomenat arquebisbe d'Adelaide)
- Patelisio Punou-Ki-Hihifo Finau, S.M. † (15 d'octubre de 1971 - 7 d'abril de 1972 nomenat bisbe de Tonga)
- Roberto Antonio Dávila Uzcátegui (23 de juny de 1972 - 12 de novembre de 1974 nomebat bisbe de San Fernando de Apure)
- Gilberto Pereira Lopes (19 dicembre 1975 - 10 de febrer de 1982 nomenat arquebisbe de Campinas)
- Edmund Michal Piszcz (21 d'abril de 1982 - 22 d'octubre de 1988 nomebat bisbe de Warmia)
- Kamal Hanna Bathish (29 d'abril de 1993 - 29 d'octubre de 1994 nomebat bisbe titular de Gerico)
- Luciano Bux † (21 de gener de 1995 - 5 de febrer de 2000 nomebat bisbe d'Oppido Mamertina-Palmi)
- Francesco Montenegro (18 de març de 2000 - 23 de febrer de 2008 nomebat arquebisbe d'Agrigent)
- Adam Bałabuch, des del 19 de març de 2008